# Jong Genk in het seizoen 2023/24
Deze pagina beschrijft de prestaties van voetbalclub Jong Genk in het seizoen 2023-2024.

## Kern

### Spelerskern
| Nr.           | Naam                   | Nationaliteit    | Geboortedatum |
| ------------- | ---------------------- | ---------------- | ------------- |
| Keepers       |                        |                  |               |
| 30            | Vic Chambaere          | België           | 10-01-2003    |
| 41            | Mike Penders           | België           | 31-06-2005    |
| 71            | Matthias Pieklak       | België           | 14-09-2006    |
| Verdedigers   |                        |                  |               |
| 62            | Michiel Cauwel         | België           | 12-03-2007    |
| 63            | Faissal Al Mazyani     | Marokko          | 18-01-2005    |
| 64            | Nolan Martens          | België           | 07-07-2004    |
| 65            | Christian Akpan        | Nigeria          | 29-01-2005    |
| 72            | Josue Kongolo          | België           | 13-04-2006    |
| 75            | Alfred Caicedo         | Colombia         | 10-09-2004    |
| 76            | Brad Manguelle         | België           | 27-11-2007    |
| Middenvelders |                        |                  |               |
| 6             | Bastien Toma           | Zwitserland      | 24-06-1999    |
| 58            | Kamiel Van De Perre    | België           | 12-02-2004    |
| 66            | Zaïd Bafdili           | België           | 25-10-2007    |
| 67            | Noah Adedeji-Sternberg | België           | 19-06-2005    |
| 68            | Thomas Claes           | België           | 26-03-2004    |
| 70            | Ibrahima Sory Bangoura | Guinee           | 05-01-2004    |
| 73            | Evan Rotundo           | Verenigde Staten | 09-07-2004    |
| 78            | Konstantinos Karetsas  | België           | 19-11-2007    |
| Aanvallers    |                        |                  |               |
| 20            | Kelvin John            | Tanzania         | 10-06-2003    |
| 48            | Adnane Abid            | België           | 23-08-2003    |
| 49            | Robin Mirisola         | België           | 08-12-2006    |
| 52            | Wilson Da Costa        | België           | 28-02-2007    |
| 57            | Deniz Arabaci          | België           | 11-03-2003    |
| 60            | Jamie Yayi Mpie        | België           | 22-05-2001    |
| 74            | Cédric Nuozzi          | België           | 30-01-2006    |
| 79            | Victory Beniangba      | Nigeria          | 15-06-2003    |
| 80            | Saïdou Touré           | België           | 09-02-2007    |

- Aanvoerder

### Technische staf
| Functie           | Naam           | Nationaliteit |
| ----------------- | -------------- | ------------- |
| Coach             | Jelle Coen     | België        |
| Assistent-coach   | Peter Reynders | België        |
| Keeperstrainer    | Gilbert Roex   | België        |
| Physical Coach    | Toon Coolkens  | België        |
| Performance Coach | Manuel Agten   | België        |
| Teammanager       | Alfonso Merola | België        |
| Video-analist     | Roy Gerits     | België        |
| Dokter            | Jonas Massa    | België        |
| Kinesitherapeut   | Martijn Smeets | België        |

## Uitrustingen
Shirtsponsor(s): Beobank / Carglass / ITZU / Group Bruno / Federale verzekering / CEOs 4 Climate

Sportmerk: Nike

## Oefenwedstrijden Jong Genk
Hieronder een overzicht van de oefenwedstrijden die Jong Genk tijdens het seizoen 2023/24 speelde.
| Datum      | Thuis/Uit | Tegenstander      | Score | Doelpuntenmaker(s) Jong Genk                   |
| ---------- | --------- | ----------------- | ----- | ---------------------------------------------- |
| 16-07-2023 | Uit       | Eendracht Termien | 0 – 6 | Abid, Nuozzi, Touré, Caicedo, Rotundo, Pinnock |
| 22-07-2023 | Uit       | KSK Heist         | 0 – 1 | John                                           |
| 01-08-2023 | Uit       | Sporting Hasselt  | 0 – 2 |                                                |

## Challenger Pro League

### Reguliere competitie

#### Wedstrijden
| Challenger Pro League                                                         |                                                                     |                                           |                                                             | |                                                                                     |
| Wedstrijddetails                                                              | Thuisploeg                                                          | Uitslag                                   | Uitploeg                                                    | Opstelling | Kaarten                                                                             |
| Heenronde                                                                     |                                                                     |                                           |                                                             | |                                                                                     |
| 13 augustus 2023 13:30 Leunenstadion Geel Ref.: Ken Vermeiren                 | Jong Genk                                                           | 1 – 0                                     | SK Beveren                                                  | Penders , John (90+4' Nuozzi), Abid (46' Arabaci), Van de Perre, Mirisola (70' Beniangba), Al Mazyani, Claes, Kongolo, Caicedo (64' Martens), Manguelle, Karetsas (46' Bangoura)               | 10' Van de Perre 38' Caicedo 45+1' Manguelle 45+1' Al Mazyani 74' Bangoura          |
| 13 augustus 2023 13:30 Leunenstadion Geel Ref.: Ken Vermeiren                 | John 18'                                                            | 1 – 0                                     |                                                             | Penders , John (90+4' Nuozzi), Abid (46' Arabaci), Van de Perre, Mirisola (70' Beniangba), Al Mazyani, Claes, Kongolo, Caicedo (64' Martens), Manguelle, Karetsas (46' Bangoura)               | 10' Van de Perre 38' Caicedo 45+1' Manguelle 45+1' Al Mazyani 74' Bangoura          |
| 20 augustus 2023 16:00 Stade Robert Urbain Boussu Ref.: Arne De Beuckelaer    | Francs Borains                                                      | 2 – 5                                     | Jong Genk                                                   | Penders , John, Abid (90+4' Nuozzi), Van de Perre, Mirisola (58' Beniangba), Al Mazyani, Claes (75' Martens), Kongolo (75' Adedeji-Sternberg), Caicedo, Manguelle, Karetsas (58' Bangoura)     | 88' Caicedo                                                                         |
| 20 augustus 2023 16:00 Stade Robert Urbain Boussu Ref.: Arne De Beuckelaer    | Chevalier 54' (pen.) Lavie 77'                                      | 0 – 1 0 – 2 1 – 2 1 – 3 2 – 3 2 – 4 2 – 5 | 44' Claes 45+2' Abid 65' John 90' Beniangba 90+5' Beniangba | Penders , John, Abid (90+4' Nuozzi), Van de Perre, Mirisola (58' Beniangba), Al Mazyani, Claes (75' Martens), Kongolo (75' Adedeji-Sternberg), Caicedo, Manguelle, Karetsas (58' Bangoura)     | 88' Caicedo                                                                         |
| 25 augustus 2023 20:00 Leunenstadion Geel Ref.: Tim De Keyzer                 | Jong Genk                                                           | 0 – 3                                     | Club NXT                                                    | Penders , John, Abid (81' Nuozzi), Van de Perre, Al Mazyani (67' Arabaci), Claes, Kongolo, Caicedo (46' Martens), Manguelle, Karetsas (65' Adedeji-Sternberg), Beniangba (46' Mirisola)        | 36' Caicedo 62' Kongolo 67' Claes 90+2' Van de Perre                                |
| 25 augustus 2023 20:00 Leunenstadion Geel Ref.: Tim De Keyzer                 |                                                                     | 0 – 1 0 – 2 0 – 3                         | 11' De Smet 45+1' Vermant 81' Granados                      | Penders , John, Abid (81' Nuozzi), Van de Perre, Al Mazyani (67' Arabaci), Claes, Kongolo, Caicedo (46' Martens), Manguelle, Karetsas (65' Adedeji-Sternberg), Beniangba (46' Mirisola)        | 36' Caicedo 62' Kongolo 67' Claes 90+2' Van de Perre                                |
| 1 september 2023 20:00 Leunenstadion Geel Ref.: Hannes De Couvreur            | RSCA Futures                                                        | 1 – 1                                     | Jong Genk                                                   | Chambaere, John, Abid (46' Adedeji-Sternberg), Arabaci (84' Martens), Van de Perre , Claes, Bangoura (46' Manguelle (78' Akpan)), Kongolo, Caicedo, Karetsas (73' Mirisola), Beniangba         | 24' Kongolo 75' Arabaci                                                             |
| 1 september 2023 20:00 Leunenstadion Geel Ref.: Hannes De Couvreur            | Degreef 3'                                                          | 1 – 0 1 – 1                               | 58' Karetsas                                                | Chambaere, John, Abid (46' Adedeji-Sternberg), Arabaci (84' Martens), Van de Perre , Claes, Bangoura (46' Manguelle (78' Akpan)), Kongolo, Caicedo, Karetsas (73' Mirisola), Beniangba         | 24' Kongolo 75' Arabaci                                                             |
| 15 september 2023 20:00 Leunenstadion Geel Ref.: Stan Teuben                  | Jong Genk                                                           | 2 – 4                                     | SV Zulte Waregem                                            | Penders , John, Arabaci, Van De Perre, Al Mazyani, Adedeji-Sternberg (45' Bangoura), Claes (90' Nuozzi), Kongolo, Manguelle, Karetsas (60' Abid), Beniangba (66' Mirisola)                     | 27' Kongolo 88' Van De Perre 88' Reynders (T2)                                      |
| 15 september 2023 20:00 Leunenstadion Geel Ref.: Stan Teuben                  | Beniangba 36' Beniangba 44'                                         | 0 – 1 1 – 1 2 – 1 2 – 2 2 – 3 2 – 4       | 22' Brüls 55' Decostere 89' Demuynck 90+1' Ndour            | Penders , John, Arabaci, Van De Perre, Al Mazyani, Adedeji-Sternberg (45' Bangoura), Claes (90' Nuozzi), Kongolo, Manguelle, Karetsas (60' Abid), Beniangba (66' Mirisola)                     | 27' Kongolo 88' Van De Perre 88' Reynders (T2)                                      |
| 23 september 2023 20:00 Diaz Arena Oostende Ref.: Hannes De Couvreur          | KV Oostende                                                         | 2 – 2                                     | Jong Genk                                                   | Penders , Abid (77' Bangoura), Arabaci, Van De Perre, Al Mazyani, Adedeji-Sternberg (60' John), Claes (77' Akpan), Kongolo (60' Caicedo), Manguelle, Karetsas (85' Martens), Beniangba         | 38' Kongolo 72' Arabaci                                                             |
| 23 september 2023 20:00 Diaz Arena Oostende Ref.: Hannes De Couvreur          | Henderson 18' Penders 50' (e.d.)                                    | 1 – 0 1 – 1 2 – 1 2 – 2                   | 27' Karetsas 79' Bangoura                                   | Penders , Abid (77' Bangoura), Arabaci, Van De Perre, Al Mazyani, Adedeji-Sternberg (60' John), Claes (77' Akpan), Kongolo (60' Caicedo), Manguelle, Karetsas (85' Martens), Beniangba         | 38' Kongolo 72' Arabaci                                                             |
| 1 oktober 2023 19:15 Dender Football Complex Denderleeuw Ref.: Tim De Keyzer  | FCV Dender EH                                                       | 1 – 3                                     | Jong Genk                                                   | Penders , John, Van De Perre, Mirisola (83' Akpan), Al Mazyani, Adedeji-Sternberg (60' Arabaci), Bangoura (83' Abid), Kongolo, Caicedo, Manguelle, Karetsas (70' Claes)                        | 24' Caicedo 59' Caicedo                                                             |
| 1 oktober 2023 19:15 Dender Football Complex Denderleeuw Ref.: Tim De Keyzer  | Dony 90+2'                                                          | 0 – 1 0 – 2 0 – 3 1 – 3                   | 9' Karetsas 51' (pen.) Al Mazyani 64' Mirisola              | Penders , John, Van De Perre, Mirisola (83' Akpan), Al Mazyani, Adedeji-Sternberg (60' Arabaci), Bangoura (83' Abid), Kongolo, Caicedo, Manguelle, Karetsas (70' Claes)                        | 24' Caicedo 59' Caicedo                                                             |
| 7 oktober 2023 16:00 Leunenstadion Geel Ref.: Laurent Willems                 | Jong Genk                                                           | 1 – 2                                     | Beerschot VA                                                | Penders , John (81' Abid), Arabaci, Van De Perre, Mirisola (81' Beniangba), Al Mazyani, Adedeji-Sternberg (76' Akpan), Bangoura, Kongolo, Manguelle, Karetsas (68' Claes)                      | 39' Bangoura 73' Bangoura 87' Van De Perre                                          |
| 7 oktober 2023 16:00 Leunenstadion Geel Ref.: Laurent Willems                 | Mirisola 49'                                                        | 1 – 0 1 – 1 1 – 2                         | 65' Reyners 79' Nzita                                       | Penders , John (81' Abid), Arabaci, Van De Perre, Mirisola (81' Beniangba), Al Mazyani, Adedeji-Sternberg (76' Akpan), Bangoura, Kongolo, Manguelle, Karetsas (68' Claes)                      | 39' Bangoura 73' Bangoura 87' Van De Perre                                          |
| 20 oktober 2023 20:00 Dakota Arena Deinze Ref.: Tom Stevens                   | KMSK Deinze                                                         | 3 – 2                                     | Jong Genk                                                   | Penders , John (46' Claes), Abid, Van De Perre, Mirisola (64' Nuozzi), Al Mazyani, Akpan (46' Adedeji-Sternberg), Kongolo, Caicedo (46' Arabaci), Manguelle, Karetsas (64' Beniangba)          | 14' Van De Perre                                                                    |
| 20 oktober 2023 20:00 Dakota Arena Deinze Ref.: Tom Stevens                   | De Schryver 1' Quintero 15' De Schryver 64'                         | 1 – 0 2 – 0 3 – 0 3 – 1 3 – 2             | 68' Beniangba 85' Claes                                     | Penders , John (46' Claes), Abid, Van De Perre, Mirisola (64' Nuozzi), Al Mazyani, Akpan (46' Adedeji-Sternberg), Kongolo, Caicedo (46' Arabaci), Manguelle, Karetsas (64' Beniangba)          | 14' Van De Perre                                                                    |
| 28 oktober 2023 20:00 Leunenstadion Geel Ref.: Matonga Simonini               | Jong Genk                                                           | 1 – 3                                     | Lierse SK                                                   | Penders , John (78' Nuozzi), Arabaci, Van De Perre, Mirisola (60' Beniangba), Al Mazyani (89' Martens), Adedeji-Sternberg (60' Abid), Claes, Bangoura (78' Akpan), Kongolo, Caicedo            | 30' Claes 76' Kongolo 77' Frederix (KT)                                             |
| 28 oktober 2023 20:00 Leunenstadion Geel Ref.: Matonga Simonini               | Claes 25'                                                           | 1 – 0 1 – 1 1 – 2 1 – 3                   | 43' Oulare 81' (pen.) Van Acker 90+6' Brebels               | Penders , John (78' Nuozzi), Arabaci, Van De Perre, Mirisola (60' Beniangba), Al Mazyani (89' Martens), Adedeji-Sternberg (60' Abid), Claes, Bangoura (78' Akpan), Kongolo, Caicedo            | 30' Claes 76' Kongolo 77' Frederix (KT)                                             |
| 3 november 2023 20:00 Leunenstadion Geel Ref.: Massimiliano Ledda             | Jong Genk                                                           | 2 – 3                                     | RFC de Liège                                                | Penders , Arabaci (65' Manguelle), Van de Perre, Al Mazyani, Adedeji-Sternberg, Claes (75' Martens), Bangoura, Kongolo, Nuozzi (46' Mirisola), Caicedo (75' Abid), Beniangba (46' John)        | 24' Claes 76' Van de Perre                                                          |
| 3 november 2023 20:00 Leunenstadion Geel Ref.: Massimiliano Ledda             | Adedeji-Sternberg 87' Mirisola 90+1'                                | 0 – 1 0 – 2 1 – 2 1 – 3 2 – 3             | 36' Bertaccini 38' Nyssen 89' Mouchamps                     | Penders , Arabaci (65' Manguelle), Van de Perre, Al Mazyani, Adedeji-Sternberg, Claes (75' Martens), Bangoura, Kongolo, Nuozzi (46' Mirisola), Caicedo (75' Abid), Beniangba (46' John)        | 24' Claes 76' Van de Perre                                                          |
| 10 november 2023 20:00 Stade de la Cité de L'Oie Visé Ref.: Tom Stevens       | SL16 FC                                                             | 3 – 1                                     | Jong Genk                                                   | Penders , John (65' Nuozzi), Al Mazyani (69' Martens), Adedeji-Sternberg, Claes, Bangoura (89' Bafdili), Kongolo, Caicedo, Manguelle, Karetsas (46' Abid), Beniangba (65' Mirisola)            | 26' Al Mazyani 38' Bangoura 83' Reynders (T2)                                       |
| 10 november 2023 20:00 Stade de la Cité de L'Oie Visé Ref.: Tom Stevens       | Dierckx 21' Kongolo 32' (e.d.) Ghalidi 64' (pen.)                   | 0 – 1 1 – 1 2 – 1 3 – 1                   | SL16 FC                                                     | Penders , John (65' Nuozzi), Al Mazyani (69' Martens), Adedeji-Sternberg, Claes, Bangoura (89' Bafdili), Kongolo, Caicedo, Manguelle, Karetsas (46' Abid), Beniangba (65' Mirisola)            | 26' Al Mazyani 38' Bangoura 83' Reynders (T2)                                       |
| 26 november 2023 13:30 Leunenstadion Geel Ref.: Hannes De Couvreur            | Jong Genk                                                           | 1 – 1                                     | RFC Seraing                                                 | Penders , John (64' Van de Perre), Abid (85' Nuozzi), Mirisola (80' Beniangba), Martens, Adedeji-Sternberg, Claes, Bangoura, Kongolo, Caicedo, Manguelle                                       | 8' Abid 27' Bangoura 65' Caicedo 90' Nuozzi 90' Reynders (T2) 90' Agten (verzorger) |
| 26 november 2023 13:30 Leunenstadion Geel Ref.: Hannes De Couvreur            | Mirisola 30'                                                        | 1 – 0 1 – 1                               | 79' Tshibuabua                                              | Penders , John (64' Van de Perre), Abid (85' Nuozzi), Mirisola (80' Beniangba), Martens, Adedeji-Sternberg, Claes, Bangoura, Kongolo, Caicedo, Manguelle                                       | 8' Abid 27' Bangoura 65' Caicedo 90' Nuozzi 90' Reynders (T2) 90' Agten (verzorger) |
| 1 december 2023 20:00 Soevereinstadion Lommel Ref.: Ken Vermeiren             | Lommel SK                                                           | 0 – 1                                     | Jong Genk                                                   | Penders , Abid, Van de Perre, Mirisola (70' Beniangba), Martens, Adedeji-Sternberg (70' John), Claes, Bangoura, Kongolo, Caicedo (74' Al Mazyani), Manguelle                                   | 61' Manguelle 68' Kongolo 90+3' Claes 90+3' Al Mazyani                              |
| 1 december 2023 20:00 Soevereinstadion Lommel Ref.: Ken Vermeiren             |                                                                     | 0 – 1                                     | 21' Martens                                                 | Penders , Abid, Van de Perre, Mirisola (70' Beniangba), Martens, Adedeji-Sternberg (70' John), Claes, Bangoura, Kongolo, Caicedo (74' Al Mazyani), Manguelle                                   | 61' Manguelle 68' Kongolo 90+3' Claes 90+3' Al Mazyani                              |
| 8 december 2023 20:00 Leunenstadion Geel Ref.: Arne De Beuckelaer             | Jong Genk                                                           | 0 – 1                                     | Patro Eisden Maasmechelen                                   | Penders , Abid (57' Beniangba), Van de Perre (80' Nuozzi), Mirisola (57' John), Al Mazyani, Martens, Adedeji-Sternberg, Claes, Bangoura, Caicedo, Manguelle (64' Akpan)                        | 45' Van de Perre 57' Adedeji-Sternberg 61' Caicedo                                  |
| 8 december 2023 20:00 Leunenstadion Geel Ref.: Arne De Beuckelaer             |                                                                     | 0 – 1                                     | 43' (pen.) Kis                                              | Penders , Abid (57' Beniangba), Van de Perre (80' Nuozzi), Mirisola (57' John), Al Mazyani, Martens, Adedeji-Sternberg, Claes, Bangoura, Caicedo, Manguelle (64' Akpan)                        | 45' Van de Perre 57' Adedeji-Sternberg 61' Caicedo                                  |
| Terugronde                                                                    |                                                                     |                                           |                                                             | |                                                                                     |
| 16 december 2023 20:00 Freethielstadion Beveren-Waas Ref.: Laurent Willems    | SK Beveren                                                          | 2 – 1                                     | Jong Genk                                                   | Penders , John (82' Abid), Van de Perre (82' Toure), Martens, Akpan (89' Arabaci), Adedeji-Sternberg (63' Nuozzi), Claes, Bangoura, Kongolo, Manguelle, Beniangba                              | 27' Claes 38' Bangoura 70' Nuozzi                                                   |
| 16 december 2023 20:00 Freethielstadion Beveren-Waas Ref.: Laurent Willems    | Koyalipou 55' Mertens 76'                                           | 1 – 0 1 – 1 2 – 1                         | 74' (pen.) Claes                                            | Penders , John (82' Abid), Van de Perre (82' Toure), Martens, Akpan (89' Arabaci), Adedeji-Sternberg (63' Nuozzi), Claes, Bangoura, Kongolo, Manguelle, Beniangba                              | 27' Claes 38' Bangoura 70' Nuozzi                                                   |
| 14 januari 2024 19:15 Leunenstadion Geel Ref.: Jordy Vermeire                 | Jong Genk                                                           | 3 – 2                                     | KMSK Deinze                                                 | Penders , Da Costa (80' Abid), Van de Perre (65' Akpan), Martens (86' John), Adedeji-Sternberg (86' Al Mazyani), Bangoura, Kongolo, Caicedo, Manguelle, Karetsas, Beniangba                    | 27' Van de Perre 50' Karetsas 54' Caicedo 78' Bangoura                              |
| 14 januari 2024 19:15 Leunenstadion Geel Ref.: Jordy Vermeire                 | Martens 9' Karetsas 49' (pen.) Beniangba 72'                        | 1 – 0 1 – 1 2 – 1 3 – 1 3 – 2             | 48' Van Landschoot 79' Kone                                 | Penders , Da Costa (80' Abid), Van de Perre (65' Akpan), Martens (86' John), Adedeji-Sternberg (86' Al Mazyani), Bangoura, Kongolo, Caicedo, Manguelle, Karetsas, Beniangba                    | 27' Van de Perre 50' Karetsas 54' Caicedo 78' Bangoura                              |
| 21 januari 2024 13:30 Elindus Arena Waregem Ref.: Hannes De Couvreur          | SV Zulte Waregem                                                    | 1 – 1                                     | Jong Genk                                                   | Penders , Da Costa (66' Mirisola), Van de Perre, Akpan, Adedeji-Sternberg (90+5' Abid), Claes, Kongolo, Caicedo, Manguelle (70' Al Mazyani), Karetsas, Beniangba (66' John)                    | 21' Kongolo 25' Da Costa 45' Claes                                                  |
| 21 januari 2024 13:30 Elindus Arena Waregem Ref.: Hannes De Couvreur          | Vossen 20'                                                          | 1 – 0 1 – 1                               | 68' Adedeji-Sternberg                                       | Penders , Da Costa (66' Mirisola), Van de Perre, Akpan, Adedeji-Sternberg (90+5' Abid), Claes, Kongolo, Caicedo, Manguelle (70' Al Mazyani), Karetsas, Beniangba (66' John)                    | 21' Kongolo 25' Da Costa 45' Claes                                                  |
| 27 januari 2024 16:00 Leunenstadion Geel Ref.: Massimiliano Ledda             | Jong Genk                                                           | 3 – 0                                     | RSCA Futures                                                | Penders , Van de Perre, Akpan, Adedeji-Sternberg (89' Abid), Claes, Bangoura, Kongolo, Caicedo (70' Martens), Manguelle, Karetsas (81' Da Costa), Beniangba (89' Mirisola)                     | 66' Caicedo                                                                         |
| 27 januari 2024 16:00 Leunenstadion Geel Ref.: Massimiliano Ledda             | Adedeji-Sternberg 16' Adedeji-Sternberg 39' Da Costa 88'            | 1 – 0 2 – 0 3 – 0                         |                                                             | Penders , Van de Perre, Akpan, Adedeji-Sternberg (89' Abid), Claes, Bangoura, Kongolo, Caicedo (70' Martens), Manguelle, Karetsas (81' Da Costa), Beniangba (89' Mirisola)                     | 66' Caicedo                                                                         |
| 4 februari 2024 13:30 Stade du Pairay Seraing Ref.: Tom Stevens               | RFC Seraing                                                         | 1 – 3                                     | Jong Genk                                                   | Penders , Van de Perre, Akpan (90+6' Arabaci), Adedeji-Sternberg, Claes (73' Martens), Bangoura, Kongolo (46' Al Mazyani), Caicedo (73' Da Costa), Manguelle, Karetsas, Beniangba (84' Kumata) | 43' Caicedo 54' Claes 81' Van de Perre                                              |
| 4 februari 2024 13:30 Stade du Pairay Seraing Ref.: Tom Stevens               | Segbe 69'                                                           | 0 – 1 0 – 2 0 – 3 1 – 3                   | 16' Beniangba 27' (pen.) Karetsas 45+4' Beniangba           | Penders , Van de Perre, Akpan (90+6' Arabaci), Adedeji-Sternberg, Claes (73' Martens), Bangoura, Kongolo (46' Al Mazyani), Caicedo (73' Da Costa), Manguelle, Karetsas, Beniangba (84' Kumata) | 43' Caicedo 54' Claes 81' Van de Perre                                              |
| 11 februari 2024 13:30 Leunenstadion Geel Ref.: Quentin Pirard                | Jong Genk                                                           | 2 – 1                                     | FCV Dender EH                                               | Penders , Da Costa (81' Nuozzi), Van de Perre, Mirisola (74' John), Akpan, Claes, Bangoura, Kongolo, Caicedo, Manguelle (46' Al Mazyani), Beniangba (88' Kumata)                               | 48' Al Mazyani 72' Caicedo                                                          |
| 11 februari 2024 13:30 Leunenstadion Geel Ref.: Quentin Pirard                | Claes 40' Nuozzi 84'                                                | 1 – 0 1 – 1 2 – 1                         | 75' Myny                                                    | Penders , Da Costa (81' Nuozzi), Van de Perre, Mirisola (74' John), Akpan, Claes, Bangoura, Kongolo, Caicedo, Manguelle (46' Al Mazyani), Beniangba (88' Kumata)                               | 48' Al Mazyani 72' Caicedo                                                          |
| 16 februari 2024 20:00 Herman Vanderpoortenstadion Lier Ref.: Laurent Willems | Lierse SK                                                           | 3 – 1                                     | Jong Genk                                                   | Chambaere, Da Costa (70' Nuozzi), Kumata (70' Mirisola), Van de Perre , Al Mazyani, Akpan (45' John), Claes, Bangoura, Kongolo, Caicedo (83' Arabaci), Karetsas (45' Martens)                  | 57' Van de Perre                                                                    |
| 16 februari 2024 20:00 Herman Vanderpoortenstadion Lier Ref.: Laurent Willems | Poelmans 41' Ocansey 65' Ocansey 90+4'                              | 0 – 1 1 – 1 2 – 1 3 – 1                   | 32' Kumata                                                  | Chambaere, Da Costa (70' Nuozzi), Kumata (70' Mirisola), Van de Perre , Al Mazyani, Akpan (45' John), Claes, Bangoura, Kongolo, Caicedo (83' Arabaci), Karetsas (45' Martens)                  | 57' Van de Perre                                                                    |
| 25 februari 2024 16:00 Leunenstadion Geel Ref.: Jordy Vermeire                | Jong Genk                                                           | 1 – 1                                     | Lommel SK                                                   | Penders , Kumata (75' Beniangba), Van de Perre (75' Da Costa), Al Mazyani, Martens, Adedeji-Sternberg, Claes, Bangoura, Kongolo (90' Onstein), Caicedo, Karetsas                               | 28' Adedeji-Sternberg 66' Al Mazyani                                                |
| 25 februari 2024 16:00 Leunenstadion Geel Ref.: Jordy Vermeire                | Beniangba 80'                                                       | 0 – 1 1 – 1                               | 72' Wouters                                                 | Penders , Kumata (75' Beniangba), Van de Perre (75' Da Costa), Al Mazyani, Martens, Adedeji-Sternberg, Claes, Bangoura, Kongolo (90' Onstein), Caicedo, Karetsas                               | 28' Adedeji-Sternberg 66' Al Mazyani                                                |
| 9 maart 2024 20:00 Patro-Stadion Maasmechelen Ref.: Arne De Beuckelaer        | Patro Eisden Maasmechelen                                           | 2 – 2                                     | Jong Genk                                                   | Penders , Da Costa, Van de Perre, Al Mazyani, Martens, Akpan, Adedeji-Sternberg (76' Nuozzi), Claes, Bangoura (46' Mirisola), Kongolo, Beniangba                                               | 45+9' Bangoura 64' Claes 78' Beniangba                                              |
| 9 maart 2024 20:00 Patro-Stadion Maasmechelen Ref.: Arne De Beuckelaer        | Noubissi 12' Noubissi 86'                                           | 1 – 0 1 – 1 1 – 2 2 – 2                   | 62' Beniangba 84' Beniangba                                 | Penders , Da Costa, Van de Perre, Al Mazyani, Martens, Akpan, Adedeji-Sternberg (76' Nuozzi), Claes, Bangoura (46' Mirisola), Kongolo, Beniangba                                               | 45+9' Bangoura 64' Claes 78' Beniangba                                              |
| 16 maart 2024 20:45 Leunenstadion Geel Ref.: Dunken Van De Velde              | Jong Genk                                                           | 3 – 1                                     | KV Oostende                                                 | Penders , Da Costa, Mirisola (81' Van de Perre), Al Mazyani, Akpan, Claes, Bangoura, Kongolo, Nuozzi (71' Lazar), Caicedo (46' Onstein), Beniangba                                             | 14' Caicedo 55' Onstein 64' Kongolo 77' Beniangba                                   |
| 16 maart 2024 20:45 Leunenstadion Geel Ref.: Dunken Van De Velde              | Beniangba 32' (pen.) Da Costa 75' Claes 90+7' (pen.)                | 1 – 0 1 – 1 2 – 1 3 – 1                   | 69' Pérez                                                   | Penders , Da Costa, Mirisola (81' Van de Perre), Al Mazyani, Akpan, Claes, Bangoura, Kongolo, Nuozzi (71' Lazar), Caicedo (46' Onstein), Beniangba                                             | 14' Caicedo 55' Onstein 64' Kongolo 77' Beniangba                                   |
| 29 maart 2024 20:00 Olympisch Stadion Antwerpen Ref.: Anthony Letellier       | Beerschot VA                                                        | 1 – 0                                     | Jong Genk                                                   | Penders , Onstein, Mirisola (70' Kumata), Al Mazyani, Akpan, Bafdili (85' Haroun), Claes, Bangoura, Kongolo, Nuozzi (70' Lazar), Beniangba (81' Toure)                                         | 45' Akpan 74' Claes 87' Haroun                                                      |
| 29 maart 2024 20:00 Olympisch Stadion Antwerpen Ref.: Anthony Letellier       | Weymans 44'                                                         | 1 – 0                                     |                                                             | Penders , Onstein, Mirisola (70' Kumata), Al Mazyani, Akpan, Bafdili (85' Haroun), Claes, Bangoura, Kongolo, Nuozzi (70' Lazar), Beniangba (81' Toure)                                         | 45' Akpan 74' Claes 87' Haroun                                                      |
| 7 april 2024 13:30 Leunenstadion Geel Ref.: Tim De Keyzer                     | Jong Genk                                                           | 1 – 0                                     | SL16 FC                                                     | Pieklak, Kumata, Van de Perre, Mirisola (77' Nuozzi), Al Mazyani, Akpan, Adedeji-Sternberg (85' Cauwel), Claes , Bangoura (46' Bafdili), Kongolo (85' Haroun), Karetsas (85' Da Costa)         | 64' Bafdili 90+5' Van de Perre                                                      |
| 7 april 2024 13:30 Leunenstadion Geel Ref.: Tim De Keyzer                     | Karetsas 58'                                                        | 1 – 0                                     |                                                             | Pieklak, Kumata, Van de Perre, Mirisola (77' Nuozzi), Al Mazyani, Akpan, Adedeji-Sternberg (85' Cauwel), Claes , Bangoura (46' Bafdili), Kongolo (85' Haroun), Karetsas (85' Da Costa)         | 64' Bafdili 90+5' Van de Perre                                                      |
| 12 april 2024 20:00 Leunenstadion Geel Ref.: Massimiliano Ledda               | Jong Genk                                                           | 1 – 1                                     | Francs Borains                                              | Pieklak, Kumata (88' Toure), Mirisola (69' Nuozzi), Cauwel, Al Mazyani, Akpan, Bafdili (69' Haroun), Adedeji-Sternberg (46' Da Costa), Claes , Caicedo (77' Martens), Karetsas                 | 36' Caicedo 55' Da Costa 74' Haroun                                                 |
| 12 april 2024 20:00 Leunenstadion Geel Ref.: Massimiliano Ledda               | Claes 90'                                                           | 0 – 1 1 – 1                               | 18' Chaabi                                                  | Pieklak, Kumata (88' Toure), Mirisola (69' Nuozzi), Cauwel, Al Mazyani, Akpan, Bafdili (69' Haroun), Adedeji-Sternberg (46' Da Costa), Claes , Caicedo (77' Martens), Karetsas                 | 36' Caicedo 55' Da Costa 74' Haroun                                                 |
| 19 april 2024 20:00 Stade de Rocourt Rocourt Ref.: Quentin Pirard             | RFC de Liège                                                        | 5 – 0                                     | Jong Genk                                                   | Pieklak, John (66' Da Costa), Kumata (75' Arabaci), Cauwel, Al Mazyani , Martens (75' Toure), Akpan, Nuozzi (66' Lazar), Caicedo, Karetsas (46' Bafdili), Haroun                               | 37' Haroun 48' Akpan 53' Haroun 90+2' Toure                                         |
| 19 april 2024 20:00 Stade de Rocourt Rocourt Ref.: Quentin Pirard             | Nyssen 15' (pen.) Arslan 32' D'Ostilio 65' Nyssen 75' Mouchamps 78' | 1 – 0 2 – 0 3 – 0 4 – 0 5 – 0             |                                                             | Pieklak, John (66' Da Costa), Kumata (75' Arabaci), Cauwel, Al Mazyani , Martens (75' Toure), Akpan, Nuozzi (66' Lazar), Caicedo, Karetsas (46' Bafdili), Haroun                               | 37' Haroun 48' Akpan 53' Haroun 90+2' Toure                                         |

#### Overzicht
| Speeldag  | 1 | 2 | 3 | 4 | 5 | 6 | 7  | 8  | 9  | 10 | 11 | 12 | 13 | 14 | 15 | 16 | 17 | 18 | 19 | 20 | 21 | 22 | 23 | 24 | 25 | 26 | 27 | 28 | 29 | 30 |
| --------- | - | - | - | - | - | - | -- | -- | -- | -- | -- | -- | -- | -- | -- | -- | -- | -- | -- | -- | -- | -- | -- | -- | -- | -- | -- | -- | -- | -- |
| Resultaat | w | w | v | g | v | g | w  | v  | v  | v  | v  | v  | g  | w  | v  | v  | w  | g  | w  | w  | w  | v  | g  | v  | g  | w  | v  | w  | g  | v  |
| Punten    | 3 | 6 | 6 | 7 | 7 | 8 | 11 | 11 | 11 | 11 | 11 | 11 | 12 | 15 | 15 | 15 | 18 | 19 | 22 | 25 | 28 | 28 | 29 | 29 | 30 | 33 | 33 | 36 | 37 | 37 |